# 대한민국 민법 제530조
대한민국 민법 제530조는 연착된 승낙의 효력에 대한 민법 채권법 조문이다.

## 조문
제530조(연착된 승낙의 효력) 전2조의 경우에 연착된 승낙은 청약자가 이를 새 청약으로 볼 수 있다.

第530條(延着된 承諾의 效力) 前2條의 境遇에 延着된 承諾은 請約者가 이를 새 請約으로 볼 수 있다.

## 참고 문헌
- 오현수, 일본민법, 진원사, 2014. ISBN 978-89-6346-345-2
- 오세경, 대법전, 법전출판사, 2014 ISBN 978-89-262-1027-7
- 이준현, LOGOS 민법 조문판례집, 미래가치, 2015. ISBN 979-1-155-02086-9